# Smooth McGroove
Max Gleason, más conocido por su nombre artístico Smooth McGroove, es un YouTuber estadounidense reconocido por grabar versiones a capela rearmonizadas de música de videojuegos. Por lo general, aparece en sus videos en una pantalla dividida al estilo de The Hollywood Squares, con múltiples versiones de sí mismo cantando y haciendo beatboxing simultáneamente todas las partes, a menudo acompañadas por un video del juego correspondiente en acción.

## Carrera
La carrera musical de Gleason comenzó a los once años, cuando empezó a tocar la batería. Con el tiempo, comenzó a dar clases particulares de música para mantenerse. Durante su etapa universitaria, grabó algunas pistas MIDI y las publicó en MySpace, aunque nunca obtuvo mucho reconocimiento por ellas. Más tarde, formó una banda de rock junto a algunos amigos. Además de ser el baterista, también se encargaba de la mezcla de audio. La banda se disolvió, y unos años después, Gleason decidió retomar la música. Comenzó rapeando sobre videojuegos y, poco a poco, fue inclinándose hacia la música a capela.
Gleason ha interpretado música de muchas series de videojuegos populares, entre ellas The Legend of Zelda, Super Mario, Sonic the Hedgehog, Final Fantasy, Mega Man, Undertale y Street Fighter. Los videos de Gleason han acumulado millones de visualizaciones, y al final dejó su trabajo como profesor particular de música para dedicarse por completo a sus videos a capela. Cuando se le preguntó sobre trabajar con pistas más modernas, se mostró en desacuerdo y afirmó que "la música de los videojuegos actuales cumple un papel más atmosférico y se centra menos en melodías memorables". Añadió que la serie Elder Scrolls era una excepción.
Un parche de Starbound conocido como "v. Enraged Koala", lanzado a principios de 2014, agregó una función de micrófono con sonidos de Gleason.
En 2014, Gleason proporcionó la narración para un episodio de la serie web de videojuegos Did You Know Gaming? que cubre la serie F-Zero.
La versión de Gleason del tema "Gardens" del videojuego LittleBigPlanet de 2008 se incluyó en la secuela de 2014, LittleBigPlanet 3, bajo el título "Secret Gardens".
Entre 2019 y 2020, Gleason enfrentó problemas médicos personales, por lo que cerró su cuenta de Patreon y dejó de producir contenido. Sin embargo, retomó la producción de sus versiones a capela en marzo de 2021.

## Vida personal
Gleason nació en Oklahoma City, Oklahoma, y se crio en Yukon, en el mismo estado. Desde 2013, vivía en Oklahoma City con su gato, Charl. Charl, un gato negro, apareció en todos los videos de Gleason desde principios de ese año hasta su fallecimiento. Falleció el 30 de abril de 2025, a los 14 años de edad.